# Camilla Motor
Camilla Motor war eine deutsche Band aus Mannheim, die von 1980 bis 1983 existierte.
Die Band entstand 1980 aus der Gruppe McScrooge und hieß zunächst Camilla Motor & die Sexzylinder. Stilistisch entwickelte man sich von deutschsprachiger Rockmusik hin zur Neuen Deutschen Welle. 1981 wurde die erste LP Camilla Motor von Walter Seyffer (früher Sänger bei Nine Days Wonder und Wintergarden) produziert und bei WEA veröffentlicht. Die zweite LP Ein neues Glück erschien 1982 bei Jupiter Records.

## Diskografie
Singles
- Anhaun (Umhaun, Reinhaun) / Lieb mich nochmal (WEA 18837)
- Harry Hamster / Der Automat (WEA 18918)
- Zauberer / Kriminell (Jupiter 6.13705)
- Deutsches Mädel / Rosa Video (Jupiter 6.13559)

LPs
- Camilla Motor (WEA 58358)
- Ein neues Glück (Jupiter 6.25294)